# معاملة المثليين في إسبيريتو سانتو
يتمتع الاشخاص المثليون والمثليات ومزدوجو التوجه الجنسي والمتحولون جنسياً (اختصاراً: مجتمع الميم) في الولاية البرازيلية إسبيريتو سانتو بالحقوق القانونية ذاتها التي يتمتع بها غيرهم من المغايرين جنسيا.

## الاعتراف القانوني بالعلاقات المثلية
في 15 أغسطس 2012 ، أصدر مكتب العدل العام من ولاية إسبيريتو سانتو رسالة أمر منشورة تفيد بأن السجل المدني للولاية يجب أن يعالج زواج المثليين بنفس طريقة زواج المغايرين، مما يجعلها ثالث ولاية برازيلية تقنّن زواج المثليين.